# De balenkraai. Kroniek over het einde van Nederlands Nieuw-Guinea
De balenkraai. Kroniek over het einde van Nederlands Nieuw-Guinea (Amsterdam, Meulenhoff 1967) is een boek van 
Aad Nuis over zijn diensttijd tijdens de nadagen van Nederlands-Nieuw-Guinea.
In De balenkraai vertelt Nuis, afgestudeerd socioloog en als wetenschappelijk onderzoeker reeds enkele jaren actief geweest op Jamaica, over zijn verplichte diensttijd, waarmee hij pas als 27-jarige rekruut begon. Als korpsadministrateur in een barakkenkamp van een afdeling luchtdoelartillerie in Den Helder wordt hij in 1962 overgeplaatst naar een afdeling die naar Nieuw-Guinea vertrekt om daar het hoofd te bieden aan de Indonesische infiltranten die door Sukarno aan de vooravond van de onvermijdelijk wordende overdracht aan Indonesië naar het Nederlandse gebiedsdeel worden gestuurd. Nuis komt daar terecht in de westelijke havenplaats Sorong, weer als administrateur bij de luchtdoelartillerie, dicht bij een infanteriekazerne. Hij is dan vaandrig, maar wil als tegenstander van de Nederlandse militaire handelingen in de Pacific geen eed afleggen om officier te worden, hetgeen gemengde gevoelens oproept in Sorong. Nuis neemt dan een tussenpositie in: hij voelt zich niet helemaal thuis bij de officieren, maar behoort ook niet bij de onderofficieren. Ook deze groepen vinden Nuis een geval apart.
Het autobiografische boek, dat zijn titel ontleent aan een inheemse vogel die kokhalzende geluiden lijkt te maken en daarom door Nuis 'de kotsvogel' wordt genoemd, maar door de militairen een 'balenkraai' (naar het toen nog niet erg ingeburgerde soldatenwerkwoord 'balen'), is een rake sociologische typering van het soldatenleven in het garnizoensstadje Sorong. Meer nog dan een verslag van de weinige oorlogshandelingen die op afstand van Sorong plaatsvinden is het een schets van het soldatenleven, het 'gekanker en gecommandeer', de verveling, de heimwee, de onwetendheid van het wereldgebeuren gecombineerd met stoere praat en het gebrek aan geestdrift voor het soldatenberoep. Als eenmaal 'het akkoord' tussen Nederland en Indonesië is getekend, en Nederlanders hun vertrek moeten gaan regelen, is iedereen die verplicht onder de wapenen was gebracht, opgelucht dat hij naar huis kan.